# アルチャット
アルチャット（ヒンディー語: आलू चाट、alu chat、他にalu chaat、aloo chat、aloo chaatとも表記される）とは、インド亜大陸発祥の屋台料理。北インド、インド東部に位置する西ベンガル州、パキスタン、バングラデシュのシレット管区の一部で親しまれている。ジャガイモを油で揚げ、香辛料とチャツネを加えて調理したものであるが、茹でたジャガイモを油で揚げず、香辛料やライム汁、チャツネとともに果物を加えて作ることもある。
アルチャットは主に屋台料理であり、スナック、副菜、軽食として食べられる。 茹でて揚げた角切りのジャガイモにチャットマサラを添えて供される。地域によって様々な種類が存在し、調理法に応用の効く料理である。 アルチャットの「アル」はヒンディー語でジャガイモを意味し、「チャット」はヒンディー語で味見を意味する語のchatnaに由来する。つまり、「アルチャット」とは香ばしいジャガイモの軽食を意味していることになる。

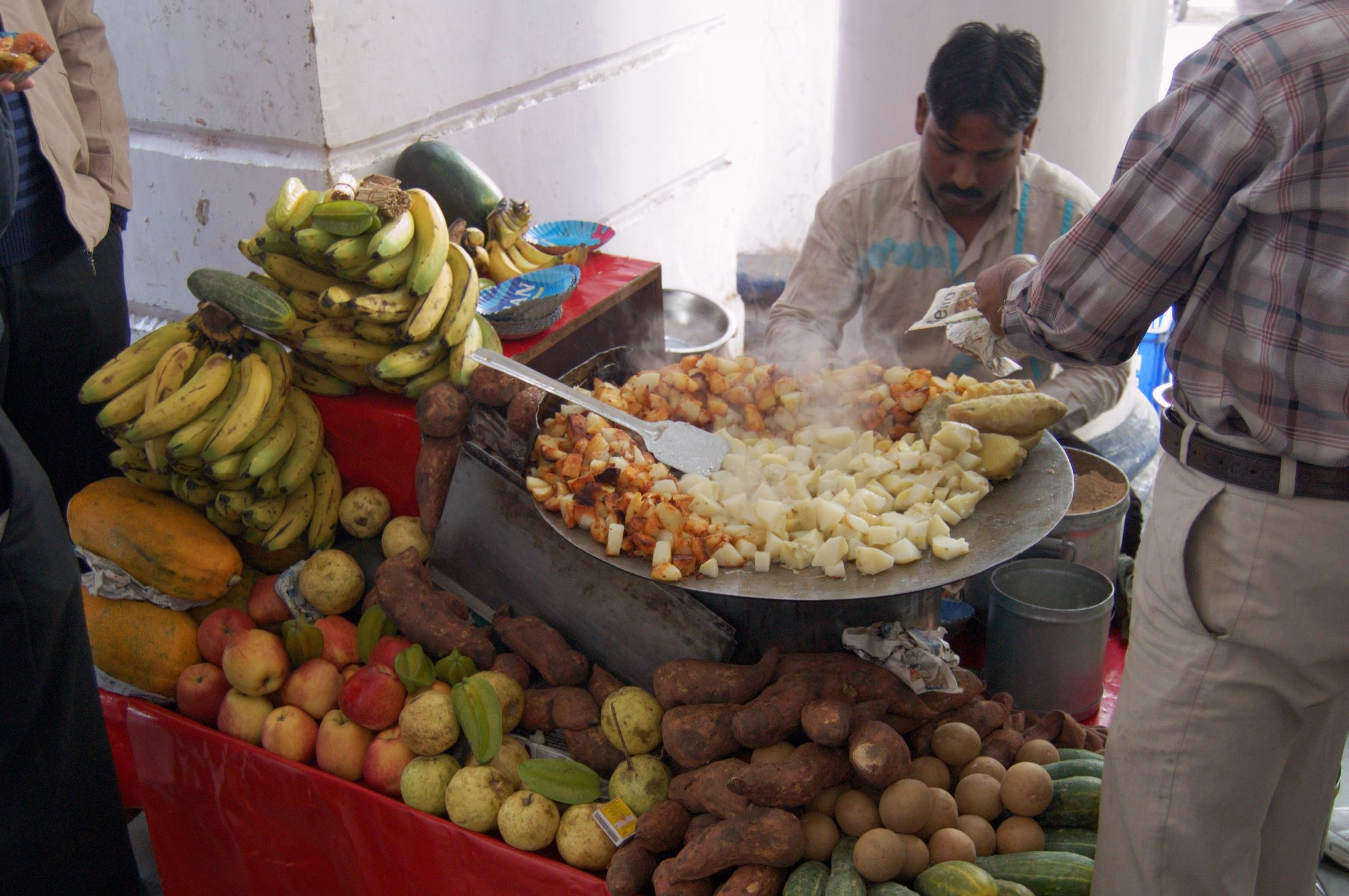
ニューデリー・コンノートプレイスのアルチャット売り
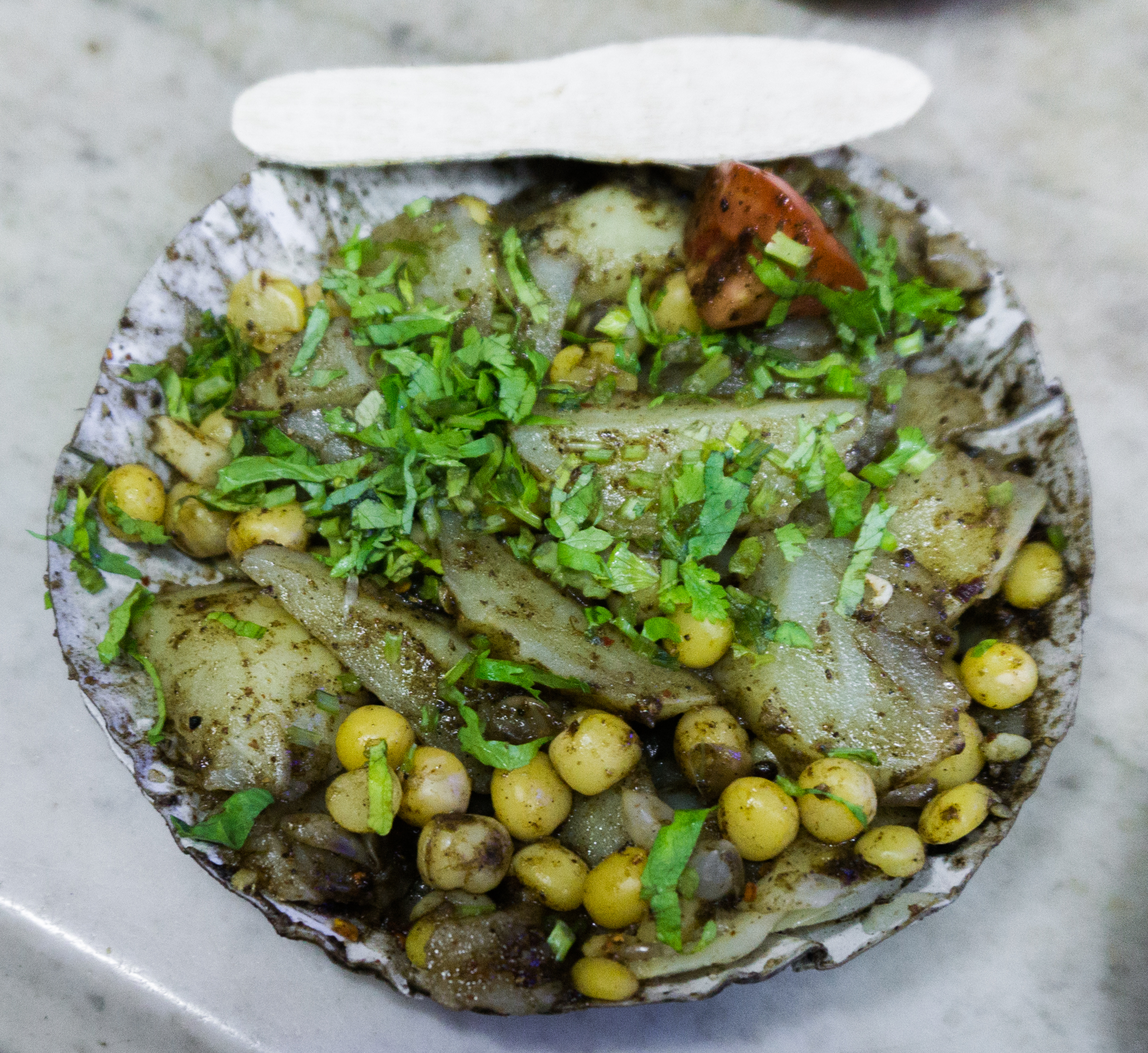
茹でたジャガイモを薄切りにし、ひよこ豆、トマト、キュウリ、タマリンドソース、ベンガル風香辛料、刻んだ唐辛子を加え、コリアンダーの葉を添えたベンガル風のアルチャットであるアルカブリ